# Richard Keverne
Richard Keverne, pseudonyme du journaliste Clifford Hosken, né à Londres le 22 août 1882 et mort le 9 juin 1950, est un auteur britannique de roman policier. Il a également publié sous son nom.

## Biographie
Après ses études, il est un temps professeur et il épouse Emma Harris Fister en 1911. Pendant la Première Guerre mondiale, il sert dans la Royal Flying Corps avec le grade de capitaine, puis dans la Royal Air Force.  Après le conflit, il poursuit une carrière en journalisme et appartient à l’équipe éditoriale du Daily Mirror pendant dix-sept ans.
En 1919, en marge de ses activités professionnelles, il adopte le pseudonyme de 'Richard Keverne'. Carteret’s Cure, son premier roman policier dans la veine des thrillers anglais d'Edgar Wallace a serialise en 1925 sous le titre Michael Cartaret's Dilemma. Il donne ensuite une quinzaine de titres dans un style qui se rapproche des récits policiers de Freeman Wills Crofts, notamment les trois courts romans, réunis dans le recueil Artifex Intervenes (1934), et ayant pour héros l’inspecteur Simon Artifex de Scotland Yard et pour les deux de la série de l’inspecteur Mace. Il a également fait paraître trois romans policiers sous son patronyme.

## Œuvre

### Romans

#### SérieFranklin Parry
- The Strange Case of William Cook ou William Cook – Antique Dealer (1928)
- Menace (1933)

#### SérieInspecteur Mace
- White Gas (1937)
- Open Verdict (1944) Publié en français sous le titre Mort sur la grève, Paris, Librairie des Champs-Élysées, Le Masque no 587, 1957

#### Autres romans
- The Secret of John Bastian. Sérialisé dans le journal anglais Daily Mirror (1923)
- The Greater Sacrifice. Sérialisé dans le journal anglais Daily Mirror (1924)
- The Forsaken House. Sérialisé dans le journal anglais Daily Mirror (1925)
- Carteret’s Cure (1926). Sérialisé sous le titre Michael Carteret's Dilemma dans le journal anglais Daily Mirror (1925)
- The Havering Plot (1928). Sérialisé dans le journal anglais Daily Mirror (1927)
- The Gate to Fortune. Sérialisé dans le journal anglais Daily Mirror (1927)
- The Secret of the Tower. Sérialisé dans le journal anglais Daily Mirror (1928)
- The Sanfield Scandal (1929)
- The Man in the Red Hat (1930)
- Outside the Law. Sérialisé dans le journal anglais Daily Mirror
- The Fleet Hall Inheritance (1931). Sérialisé sous le titre Michael Carteret's Dilemma dans le journal anglais Daily Mirror (1929)
- Behind the Shutters (1931)
- At the Blue Gates (1932)
- He Laughed at Murder (1934)
- The Black Cripple (1941)
- Coroner’s Verdict: Accident (1944). Sérialisé sous le titre The Lady in Number 4 dans le journal anglais Good Morning (1943)

#### Romans signés Clifford Hosken
- The Pretender (1930)
- The Shadow Syndicate (1930)
- Missing from His Home (1932)

### Nouvelles

#### Recueils de nouvelles de la sérieInspecteur Simon Artifex
- Artifex Intervenes (1934)

#### Autres recueils de nouvelles
- Crook Stuff (1935)
- More Crook Stuff (1938)
- Tales of Old Inns (1939), en collaboration avec Hammond Innes
- Crooks and Vagabonds (1941)

#### Nouvelle isolée
- The Perfect Butler (1935)

#### Histoires courtes
- 'The Christopher Pearls'. Britannia & Eve, December 1931
- 'The Speckled Trout'. The Tatler, 1 June 1932
- 'The Girl on the Bus'. Daily Mirror, 6 May 1933
- 'Sherry White Wine'. The Tatler, 26 December 1934
- 'A Debt of Honour'. Britannia & Eve, January 1935
- 'The Night Call'. The Tatler, 9 January 1935
- 'The Red Headed Wench'. Britannia & Eve, 1 April 1935
- 'The Perfect Butler'. The Tatler, 29 May 1935
- 'The Mysterious Mr Brand'. Serial publication known. Collected in Artifex Intervenes
- 'The Carrier Pigeon'. Serial publication known. Collected in Artifex Intervenes
- 'The Secret of Delph Farm'. Serial publication known. Collected in Artifex Intervenes
- 'The Gentleman of the Road'. Britannia & Eve, March 1936
- 'The Human Element'. The Tatler, 18 March 1936
- 'A North Sea Affair'. Blue Peter, May 1936
- 'The Great Snow of 1838'. Pearson's Magazine, December 1936
- 'Caretaker Within'. Britannia & Eve, November 1938

## Sources
- Jacques Baudou et Jean-Jacques Schleret, Le Vrai Visage du Masque, vol. 1, Paris, Futuropolis, 1984, 476 p. (OCLC 311506692), p. 265.